# Meister der Wunder von Mariazell

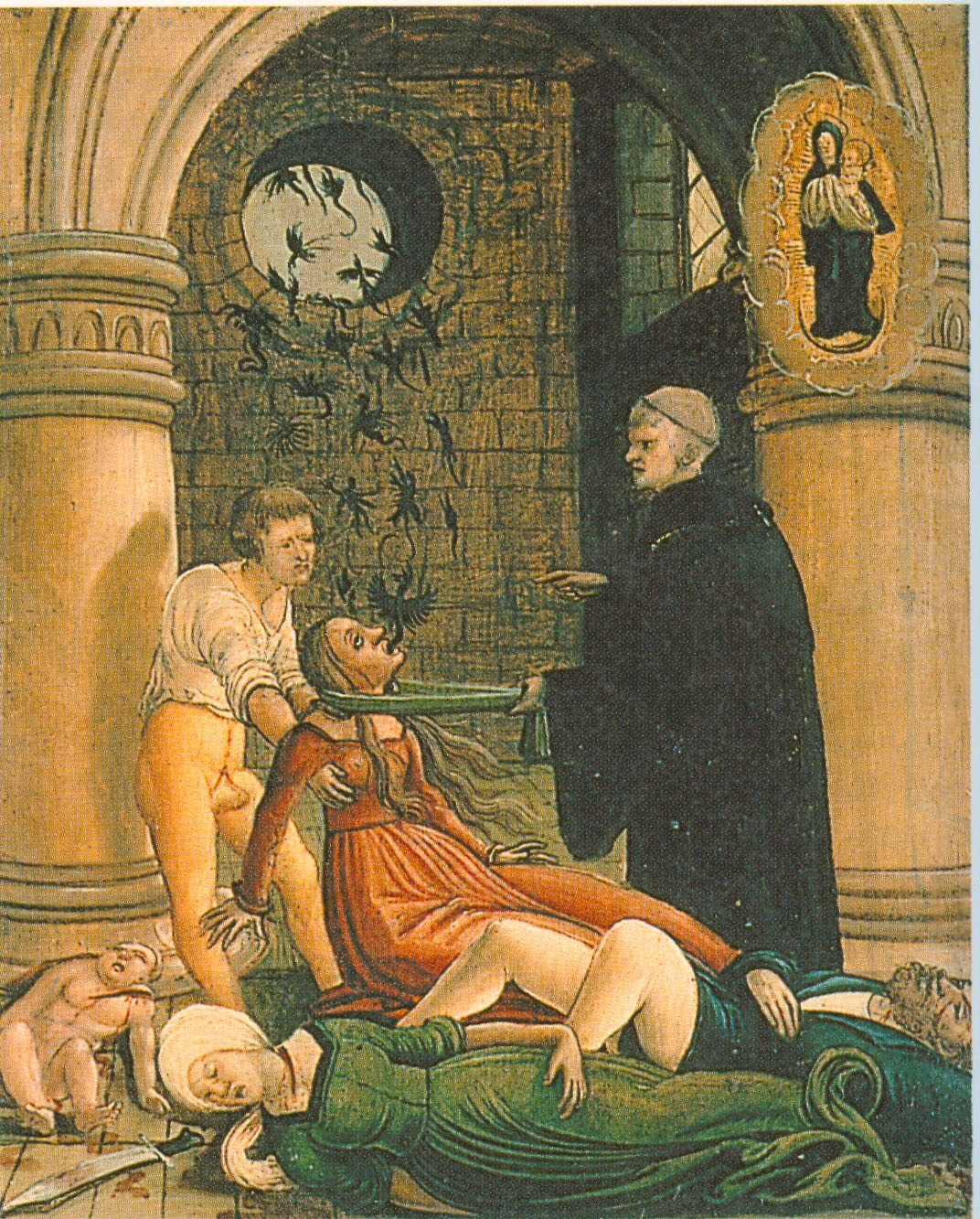
Meister der Wunder von Mariazell: Exorzismus, Großer Mariazeller Wunderaltar (Ausschnitt), ca. 1520

Als Meister der Wunder von Mariazell wird der spätgotische Maler des 1512 gemalten Kleinen Mariazeller Wunderaltares mit sechs Szenen und des 1519/20 fertiggestellten Großen Mariazeller Wunderaltares mit 47 Darstellungen von Wundern bezeichnet. Die Altäre zeigen Wunder, die der Gottesmutter im Wallfahrtsort Mariazell in der Steiermark zugeschrieben werden. Beide Werke befinden sich heute im Steiermärkischen Landesmuseum in Graz.

## Stil
Der namentlich nicht bekannte Meister der Wunder von Mariazell wird zur sogenannten Donauschule gerechnet, einer Gruppierung von Malern des ersten Viertels des 16. Jahrhunderts in der Region um Regensburg und Wien. Auch wenn der Stil des Meisters noch in der Tradition eines alten, also hochgotischen Stils verwurzelt ist, so zeigen seine Bilder vor allem am Großen Altar dennoch den wachsenden Einfluss der Renaissance auf die Entwicklung der Kunst im Donauraum. Die lokalen Künstler erhielten ihre Anregung durch Neuerungen der italienischen Renaissance über die Handelsrouten, die aus Italien den Alpenraum durchquerten.
Der Meister der Wunder von Mariazell kann auch als ein Nachfolger des frühen Lucas Cranach gesehen werden.
Gemeinsam mit anderen zeitgenössischen Malern seiner Umgebung sind besonders die naturnahen Landschaftsdarstellungen des Meisters der Wunder von Mariazell zu beachten. Auch diese genauere Beobachtung und Abbildung der Natur kann als Zeichen des Einflusses von neuzeitlichem Denken des Reformationszeitalters gesehen werden. Jedoch ist die Themenwahl der Altäre noch der Denkweise der Wundertätigkeit der Heiligen des Mittelalters verbunden, was die Bilder des Meisters in fast noch naiver Erzählweise und Detaildarstellungen, aber auch an ihrer drastischen, heute fast grausam wirkenden Darstellung von Schlachten und Martyrien zeigen.

## Werke (Auswahl)
- Kleiner Mariazeller Wunderaltar, Steiermärkisches Landesmuseum Joanneum, Graz
- Großer Mariazeller Wunderaltar, Steiermärkisches Landesmuseum Joanneum, Graz